# 梧棲區
梧棲區，舊稱「五汊港」，前身「梧棲鎮」:110，位於臺灣臺中市西部，地處清水平原西側，境內地勢平坦，為原臺中縣部分面積最小的行政區，人口約有6.3萬人。梧棲區是臺中港所在地，在臺中市都市計劃中屬於臺中港特定區的一部份，區內擁有多座臺中港相關設施的建築大樓，同時受到臺中港開發的影響，吸引各間工廠的進駐，因此，境內有台中港關連工業區（部分）以及中港科技產業園區（原為「中港加工出口區」）等工業園區。

## 歷史
梧棲區古稱「五汊港」，係因梧棲區地處牛罵頭溪口五水汊處而得名，而由於乾隆35年（1770年）與泉州府惠安縣獺窟島有進行帆船貿易，港內擠滿接貨物的竹筏，因此又名「竹筏穴」，清領時期之間也有「梧汊港」、「鰲西港」之稱呼，直至光緒17年（1891年），取「鳳為吉祥之鳥，非梧桐不棲，非靈泉不飲，非竹實不食」之雅意，將「五汊」雅化為「梧棲」。:46
梧棲區早期屬於平埔族的拍瀑拉族沙轆社活動範圍:86、87，根據森丑之助在明治43年（1910年）發表於《東京人類學會雜誌》的文獻〈關於臺灣石器時代遺址〉，臺中縣境內多處打製石器的出土地點，其中包括梧棲遺址，是梧棲區先民活動最早的紀錄:86。
荷西時期的梧棲區尚未有漢人進入開發，其後明鄭時期稍有漢人足跡，但未有開發記錄。永曆24年（1670年）沙轆社民反亂，鄭氏部將劉國軒率兵討伐，因此有漢人進入梧棲之舉。另外根據《太原堂王氏歷代族譜》，福建省漳浦縣的王氏先祖王國慶自梧棲港登陸上岸，得證梧棲港在明鄭時期已是移民主要登陸點之一:88。
永曆23年（1683年），鄭氏降清。康熙23年（1684年），清朝政府將臺灣納入版圖，行政區劃改為臺灣府一府，諸羅縣、臺灣縣、鳳山縣三縣，自此梧棲屬諸羅縣:103。其後直至康熙中葉時期，已有漢人入墾梧棲，當時沙轆社域以南土地肥沃，適合種植水稻，漢人曾向番設購地，但由於梧棲早期屬於原住民的活動區域，因此漢人開墾必與原住民有所交涉:88。康熙60年（1721年），朱一貴事件爆發，清廷遂於2年後（雍正元年，1723年）將舊虎尾溪以北、大甲溪以南之地設置彰化縣，由於梧棲地處該區域內，故梧棲屬彰化縣:103。雍正初年，顏玉漳承租南簡庄一帶的土地，爾後乾隆年間逐漸有晉江縣莊姓、安溪縣王姓、吳姓、顏姓，以及南安縣李姓等族人進入大庄及鴨母寮一帶開墾。乾隆38年（1773年），南安縣吳玠與吳日燦、陳福、王三錫合四股，以年納番餉五元，菜魚五十斤向南北遷善社番通事李有從承墾大庄地區的魚塭及水田，足見當時漢人除了農業開墾，也在大庄地區從事漁業養殖。其後，嘉慶年間南安縣周必緘、道光年間安溪縣孫坤福等人也陸續入墾梧棲:88、89。光緒11年（1885年），霧峰林家林朝棟入墾草湳，至此梧棲港街一帶拓墾方告階段性完成:90。光緒13年（1887年），受到3年前（1884年）中法戰爭的影響，清廷重新調整臺灣行政區劃，設三府一直隸州十一縣三廳，中部地區為臺灣府所轄，下設臺灣、彰化、雲林、苗栗四縣，由於梧棲在大甲溪與烏溪之間，故梧棲屬臺灣縣:103。
光緒22年（1895年），清朝由於甲午戰爭失利，與大日本帝國簽訂《馬關條約》割讓臺灣，自此梧棲改由日本所轄。明治30年（1897年），梧棲改隸臺中縣梧棲港辦務署大肚中堡:94、105。1899年，裁撤梧棲港辦務署，改隸臺中縣大肚辦務署大肚中堡:105。明治34年（1901年），臺灣總督府改設臺灣為二十廳，並另設支廳，故梧棲改隸臺中廳塗葛堀支廳。明治38年（1905年），裁撤塗葛堀支廳，改隸屬沙轆支廳:106。至大正9年（1920年），臺灣總督府實施地方改制，行政區劃改為州郡、街庄制，改稱梧棲街隸屬臺中州大甲郡，並合併沙鹿庄鴨母寮、安良港至梧棲街內，梧棲街分為梧棲、大庄、南簡、鴨母寮等四個大字:95、106。昭和13年（1938年），臺灣總督府正式發布梧棲築港計劃，並將梧棲新港命名為「新高港」。昭和15年（1940年），合併大甲、清水、沙鹿、龍井等街庄為州轄市新高市，訂立「新高港大工業都市計劃」。爾後受到二戰的影響，導致資源短缺，計劃遂於昭和19年（1944年）被迫停止:99、100:354。
民國34年（1945年），中華民國政府在美國准許之下代表同盟國接收臺灣，為延續日治時期新高市與新高港的規劃，臺灣接管計劃綱要地方政制曾打算將梧棲鎮設為省轄市，但後來受到第二次國共內戰的影響，導致梧棲市與臺中港計畫均擱置，最後直接改制為「梧棲鎮」，隸屬臺中縣大甲區:109。民國39年（1950年），裁撤區署，改為臺中縣梧棲鎮:109、110。民國99年（2010年）12月25日，臺中縣市合併為直轄市，梧棲鎮配合縣市合併，改制為「梧棲區」:12。

## 地理

### 地形
梧棲區位於臺中市西部沿海，東接沙鹿區，西濱臺灣海峽，南毗龍井區，北鄰清水區:47。全區總面積約有16.6049平方公里（若包括海埔新生地1.8014平方公里，則為18.4063平方公里），約佔全臺中市總面積2,214.8968平方公里的0.75%:47，在原臺中縣的21個行政區中排行最小。全境為清水隆起海岸平原的一部分，地質上為西部麓山地質區的濱海平原地質區，屬現代沖積層，係由礫石、砂、粉砂及黏土組成，沿海地區則主要由大甲溪及烏溪之砂岩及頁岩沖積而成:49、51。東側有清水斷層經過，全區整體地勢平坦，平均海拔高度介於2.2公尺至5.1公尺之間，由東北向西南微斜，坡度極小，故常有因大雨而淹水的現象:51、52，由於梧棲區地勢平坦少有屏障，加上瀕臨海岸線，因此風勢較大，沿港區交界也因此植有大面積防風林:10。

### 水文
梧棲區無天然溪流流經，境內有梧棲大排水、安良港大排水等二條大排水溝，以及五福圳南簡支線、陳厝庄支線、梧棲支線、草湳支線、火燒寮支線、五福支線等六條人工灌溉渠道:72。

### 氣候
梧棲區由於地處臺灣平地地區，且位於北回歸線北方，故氣候屬於亞熱帶季風氣候，夏季炎熱漫長、冬季溫暖短促。根據1979年至1999年的氣象觀測平均資料顯示，梧棲區的年均溫約為攝氏22.8度，各月均溫都在攝氏16.0度以上，其中4月至11月平均溫度均在21.0度以上，月均溫最高為7月的攝氏28.6度，最低為1月的攝氏16.5度。雖然梧棲區實無冬季可言，但由於平原在冬季寒流來臨時產生的輻射冷卻效應，因此仍可能出現攝氏10度以下的低溫，最低氣溫曾於1978年1月22日下探攝氏2.4度:63。梧棲區的年平均降雨量為1,287毫米，月均降雨量超過200毫米的月份多集中在5月至8月，此期間也是梅雨與颱風最常侵襲臺灣的季節；而月均降雨量少於50毫米的月份多集中在10月至1月，此期間則是由於東北季風入台後受到山脈阻擋而造成雨量較少:64－66。梧棲區的年平均相對濕度約為77.5%，較臺灣平均低，因此相較於臺灣整體，梧棲區屬於略為乾燥的地區:67。
| 梧棲（1977年至2020年）   | 梧棲（1977年至2020年） | 梧棲（1977年至2020年） | 梧棲（1977年至2020年） | 梧棲（1977年至2020年） | 梧棲（1977年至2020年） | 梧棲（1977年至2020年） | 梧棲（1977年至2020年） | 梧棲（1977年至2020年） | 梧棲（1977年至2020年） | 梧棲（1977年至2020年） | 梧棲（1977年至2020年） | 梧棲（1977年至2020年） | 梧棲（1977年至2020年） |
| 月份                     | 1月                    | 2月                    | 3月                    | 4月                    | 5月                    | 6月                    | 7月                    | 8月                    | 9月                    | 10月                   | 11月                   | 12月                   | 全年                   |
| ------------------------ | ---------------------- | ---------------------- | ---------------------- | ---------------------- | ---------------------- | ---------------------- | ---------------------- | ---------------------- | ---------------------- | ---------------------- | ---------------------- | ---------------------- | ---------------------- |
| 历史最高温 °C（°F）      | 29.4 (84.9)            | 30.3 (86.5)            | 31.7 (89.1)            | 33.7 (92.7)            | 34.2 (93.6)            | 35.2 (95.4)            | 36.9 (98.4)            | 36.5 (97.7)            | 35.3 (95.5)            | 33.9 (93.0)            | 31.8 (89.2)            | 29.3 (84.7)            | 36.9 (98.4)            |
| 平均高温 °C（°F）        | 19.2 (66.6)            | 19.6 (67.3)            | 22.3 (72.1)            | 26.0 (78.8)            | 28.9 (84.0)            | 31.1 (88.0)            | 32.2 (90.0)            | 31.9 (89.4)            | 30.8 (87.4)            | 28.0 (82.4)            | 25.1 (77.2)            | 21.2 (70.2)            | 26.4 (79.5)            |
| 日均气温 °C（°F）        | 16.1 (61.0)            | 16.4 (61.5)            | 18.9 (66.0)            | 22.7 (72.9)            | 25.8 (78.4)            | 28.1 (82.6)            | 29.2 (84.6)            | 28.9 (84.0)            | 27.6 (81.7)            | 24.7 (76.5)            | 21.8 (71.2)            | 18.1 (64.6)            | 23.2 (73.8)            |
| 平均低温 °C（°F）        | 13.7 (56.7)            | 14.0 (57.2)            | 16.1 (61.0)            | 19.9 (67.8)            | 23.2 (73.8)            | 25.6 (78.1)            | 26.7 (80.1)            | 26.4 (79.5)            | 25.1 (77.2)            | 22.2 (72.0)            | 19.3 (66.7)            | 15.6 (60.1)            | 20.7 (69.2)            |
| 历史最低温 °C（°F）      | 2.4 (36.3)             | 5.2 (41.4)             | 4.9 (40.8)             | 9.4 (48.9)             | 14.8 (58.6)            | 16.7 (62.1)            | 20.6 (69.1)            | 22.3 (72.1)            | 16.2 (61.2)            | 13.0 (55.4)            | 9.5 (49.1)             | 5.6 (42.1)             | 2.4 (36.3)             |
| 平均降雨量 mm（）        | 32.0 (1.26)            | 60.4 (2.38)            | 81.5 (3.21)            | 106.7 (4.20)           | 202.2 (7.96)           | 208.1 (8.19)           | 183.5 (7.22)           | 242.3 (9.54)           | 91.1 (3.59)            | 20.3 (0.80)            | 23.1 (0.91)            | 33.1 (1.30)            | 1,284.3 (50.56)        |
| 平均降雨天数（≥ 0.1 mm） | 5.4                    | 7.0                    | 9.3                    | 9.4                    | 10.2                   | 10.9                   | 9.0                    | 10.9                   | 6.0                    | 2.4                    | 3.3                    | 4.6                    | 88.4                   |
| 平均相對濕度（％）       | 78.4                   | 79.9                   | 77.9                   | 77.6                   | 78.5                   | 78.2                   | 76.2                   | 77.4                   | 75.9                   | 73.8                   | 76.1                   | 76.0                   | 77.2                   |
| 来源：中央氣象局         |                        |                        |                        |                        |                        |                        |                        |                        |                        |                        |                        |                        |                        |

### 人口
根據臺中市政府民政局統計，2023年底梧棲區戶數約2.3萬戶，人口約6.3萬人，人口密度每平方公里約3,776人，是臺中市海線地區人口密度最高的行政區。區內人口最多與最少的里分別是大庄里與中和里，2023年底兩里人口分別為10,049人與549人。

## 政治

### 歷任首長
| 屆次                        | 姓名   | 任職期間                       | 備註                   |
| --------------------------- | ------ | ------------------------------ | ---------------------- |
| 官派鎮長時期                |        |                                |                        |
| 1                           | 王山君 | 1945年11月－1946年1月          |                        |
| 鎮民代選鎮長時期            |        |                                |                        |
| 1                           | 王山君 | 1946年1月－1951年6月30日       |                        |
| 2                           | 王山君 | 1946年1月－1951年6月30日       |                        |
| 民選鎮長時期                |        |                                |                        |
| 1                           | 楊忠言 | 1951年7月1日－1953年7月10日    | 民選首任               |
| 2                           | 李義修 | 1953年7月11日－1956年7月10日   |                        |
| 3                           | 陳老石 | 1956年7月11日－1960年7月10日   |                        |
| 4                           | 陳老石 | 1956年7月11日－1964年2月28日   |                        |
| 5                           | 陳朱得 | 1964年3月1日－1968年2月28日    |                        |
| 6                           | 陳老石 | 1968年3月1日－1973年3月30日    |                        |
| 7                           | 陳老石 | 1973年4月1日－1977年12月29日   |                        |
| 8                           | 周正雄 | 1977年12月30日－1982年2月28日  |                        |
| 9                           | 周正雄 | 1982年3月1日－1986年2月28日    |                        |
| 10                          | 王瑞宏 | 1986年3月1日－1990年2月28日    |                        |
| 11                          | 王瑞宏 | 1990年3月1日－1994年2月28日    |                        |
| 12                          | 尤碧鈴 | 1994年3月1日－1998年2月28日    |                        |
| 13                          | 尤碧鈴 | 1998年3月1日－2002年2月28日    |                        |
| 14                          | 陳金柱 | 2002年3月1日－2006年2月28日    |                        |
| 15                          | 陳廷秀 | 2006年3月1日－2010年12月24日   | 縣市合併升格，民選末任 |
| 官派區長時期                |        |                                |                        |
| 1                           | 陳廷秀 | 2010年12月25日－2014年12月25日 |                        |
| 1                           | 陳少華 | 2014年12月25日－2015年2月5日   | 代理                   |
| 2                           | 戴燕如 | 2015年2月5日－2017年3月30日    |                        |
| 3                           | 劉俊信 | 2017年3月31日－2018年4月30日   |                        |
| 4                           | 柯宏黛 | 2018年4月30日－2019年2月12日   |                        |
| 5                           | 溫國宏 | 2019年2月12日－現任            |                        |
| 資料來源：梧棲鎮志:207、208 |        |                                |                        |

### 區政組織
梧棲區公所是臺中市政府在梧棲區的派出機關，在中華民國政府架構中為市政府綜理區政的執行機關，上級業務監督機關為臺中市政府。区长由市長任命，其任期為無任期保障，並置一名主任秘書襄理公所相關事務。在區長及主任秘書之下，設有5課4室等9個內部單位。

### 行政區
現今梧棲區行政範圍的確立，來自於1920年，日本將臺灣十二廳改為五州二廳，設梧棲街屬臺中州大甲郡:203、233。梧棲街轄梧棲、大庄、南簡、鴨母寮等4個大字:34。1946年1月，改為「梧棲鎮」，屬臺中縣大甲區:207。1950年10月21日，裁撤區署，梧棲鎮改直隸於臺中縣:10。2010年12月25日，臺中縣市合併改制為直轄市，梧棲鎮改制為市轄區「梧棲區」，隸屬臺中市:12。
梧棲區共轄14里，其行政區域分布情形為：
| 梧棲區行政區劃 |        |      |        |      |        |      |        |
|                |        |      |        |      |        |      |        |
| 編號           | 里名   | 編號 | 里名   | 編號 | 里名   | 編號 | 里名   |
| 1              | 安仁里 | 2    | 文化里 | 3    | 中和里 | 4    | 中正里 |
| 5              | 下寮里 | 6    | 頂寮里 | 7    | 南簡里 | 8    | 福德里 |
| 9              | 大     | 10   | 大村里 | 11   | 興農里 | 12   | 永寧里 |
| 13             | 永安里 | 14   | 草湳里 |      |        |      |        |

### 警政消防
梧棲區的警政治安屬於臺中市政府警察局清水分局所管轄，區內設有梧棲分駐所以及安寧派出所:7；消防機關隸屬於臺中市政府消防局第四大隊，區內設有梧棲分隊:7。

## 經濟

### 農業
梧棲區地處清水平原，地勢低平，除了東側內陸地區有少量黏土，其它地區土壤多為砂頁岩沖積土，但由於瀕臨海岸風勢強烈而不利於農業發展，且梧棲區位於五福圳等大排水溝及人工灌溉渠道末端，因此有「水尾」之說:302。區內農田主要分布於偏東的中央路一帶，東側主要耕作水稻，西側則主要生產特種作物。至今梧棲區水稻種植以蓬萊米為最大宗，其它如在來米、糯米、長秈則已無種植:314；一般作物生產則以甘藷為主，小麥與大豆為其次:316；特種作物如落花生、甘蔗、黃麻等，皆已幾無種植:318。而飼養如豬、牛、雞、鴨等家畜、家禽之產業，皆已在1970年代隨著工業的發展而沒落:320、321。
由於梧棲區地處海濱地區，因此清領時期的先民入墾之初多以捕魚為生。梧棲區漁業在臺灣光復後原以養殖業為主，爾後由於臺中港的開發，致使養殖業已逐漸在梧棲區消失，現今梧棲區漁業以沿岸漁業為主，其次是遠洋漁業:342、343。直至1993年，由漁業局、臺中縣政府以及區漁會共同投資的假日漁市直銷中心（現為梧棲漁港）落成啟用，配合完善的周邊設施，使得梧棲漁港轉型為休閒娛樂、漁業生產一體的觀光漁港:348。

### 工業
梧棲區工業的行業別以塑膠製品製造業為最多，其次則有機械設備製品製造業、紡織業及運輸工具製造修配業等，工廠主要分布於草湳里、永安里、大村里等地:415。戰後初期是以碾米廠為主，1960年代到1970年代期間有製造塑膠鞋、機械、棉布工廠等6家大型工廠:398。1970年代中期後隨著臺灣經濟起飛，大量中小型工廠陸續成立，設廠地點以福德里、永安里、草湳里與大庄里等地為主，並主要有塑膠製品製造業、金屬製品製造業、機械設備製造修配業等:399。到了1980年代中後期到1990年代初期是以塑膠製品製造業、金屬製品製造業、機械設備製造業及紡織業為主，成長較快的產業有電力及電子機械器材製造修配業、化學材料製造業及運輸工具製造修配業等:409。
目前梧棲區有關連工業區、臺中港科技產業園區等兩大工業區。台中港關連工業區於1974年開始規劃，1979年開放廠商進駐設廠，可供設場面積為141.3公頃，進駐廠商以塑膠製品製造業、食品製造業、紡織業、機械設備製造業、運輸工具製造修配業等業別為主:406。臺中港科技產業園區於1997年成立，名中港加工出口區。2021年2月3日，改名「臺中港科技產業園區」，進駐廠商以面板光電關聯產業及精密機械產業等為主。

### 商業
梧棲區的商業活動始於荷西時期，當時荷蘭人透過社商與沙轆、牛罵頭等平埔族進行鹿產貿易，並持續發展至明鄭時期。直至清領時期康熙中葉，王承詔入墾梧棲以後，漢人移墾梧棲的人數逐年增加，商業活動日趨活絡。梧棲港在乾隆至道光年間，曾與福建、浙江以及香港等地進行帆船貿易，在此期間也有福建省惠安縣獺窟島的商人進入梧棲設立行郊經營兩岸貿易:350。當時輸入商品以日用雜貨為主，其餘包括苧麻、海產物等貨物，銷路遠至新竹與嘉義，港務盛極一時:352。但移民開墾灌溉荒埔同時，必須開鑿人工埤圳，在牛罵頭溪逐漸乾溪的情況下，造成梧棲港在同治至光緒年間，泥沙淤積嚴重，眾多貿易船隻也因此紛紛改停南方的塗葛窟港，致使梧棲港港務遂為所奪:352、353。
臺灣總督府於1898年發布律令指定梧棲港、鹿港（今彰化縣鹿港鎮）、東石港（今嘉義縣東石鄉）、東港（今屏東縣東港鎮）為「特別輸出入港」，並設置稅務支署，以便管理中部海岸貿易，同時規定貨船返航需赴淡水檢查繳稅，方可開返，導致航程加長，抑制兩岸貿易以便臺灣納入日本經濟圈。此時的梧棲輸出貨物以稻米、苧麻、香蕉、等為主，輸入貨物則以金銀紙、陶瓷器、菸草等為主:353。但由於此時臺灣總督府已開始建設基隆港與高雄港，加上梧棲港長期泥沙淤積以及缺乏鐵路建設等因素，致使梧棲港逐漸沒落，遂而於1932年被裁撤特別輸出入港的身分:98。臺灣總督府在1938年以後，正式宣布梧棲築港計劃開工，分為商港、工港、漁港，將梧棲新港命名為「新高港」，並訂立「新高港大工業都市計劃」，但該計劃受到二戰的影響，導致資金不足，於1944年時被迫中斷:99、100:354。
新高港臺灣光復後改由中華民國政府接管，並改名「臺中港」，兩岸貿易復趨頻繁，市況再次興盛。但隨著中華民國政府於1949年流亡來台，防止共軍滲透而封閉港口，盛況隨即戛然而止:357。直至1969年8月21日，行政院為促進臺灣地區經濟和人口均衡發展，核定開闢兼具工商漁業機能的國際商港臺中港，並於1973年正式動工:46。1976年7月1日，臺中港務局成立。臺中港工程又分為第一、二期，前者於1976年10月31日竣工:100，後者則於1979年10月完工，期間完成項目包括擴大港池、延築外廓堤防、增設深水碼頭五座。隨著臺灣經濟起飛以及臺中港的建設，致使梧棲區的商業活動在1980年代以後再次繁盛:357、358。在1980、90年代，梧棲區的商業行號數量以零售業、運輸業、個人服務業為大宗，並多集中在頂寮里以及草湳里等里:358、360。2003年設立自由貿易港區，促使臺商資金回流引進外資企業，藉由專業區帶動港埠進出口量成長。臺中港的貨物裝卸量在2010年已超過1億噸，為臺灣中部地區的國際大港:46。隨著舶來品商圈的改善工程以及三井奧特萊斯購物城的進駐，使得梧棲區在2010年代以後逐漸成為中部海岸線觀光遊憩以及休閒購物的新景點。

### 金融業
梧棲區的金融機構可分為梧棲區農會等1所農業金融機構，梧棲郵局、梧棲大庄郵局、臺中港郵局等3所郵政機構，臺灣銀行臺中港分行、臺灣銀行梧棲分行、台中商業銀行台中港分行等3所銀行。
梧棲區農會成立於1922年，名保證責任梧棲信用組合:331、385。1930年，改組梧棲信用購買販賣利用組合:331。期間經歷梧棲區各階段改制變更，經歷過梧棲農業會、梧棲鎮農會、梧棲鎮合作社:331、333。2011年4月21日，改名梧棲區農會。為推動業務，設有推廣、會計、會務、企劃稽核、供銷、保險、信用等部門，信用部下有興農分部、安寧分部、大庄分部:333、大仁分部等。

## 文化
- 無形資產[27](登錄順序)
  - 梧棲走大轎 信仰 民俗及有關文物
  - 大庄媽北港進香回鑾遶境 信仰 民俗及有關文物
- 有形資產[27](登錄順序)
  - 梧棲真武宮 寺廟 古蹟
  - 大浩天宮 祠廟 歷史建築
  - 原梧棲官吏派出所及宿舍群 衙署 古蹟
  - 臺灣港務公司築港路副首長日式宿舍 宅第 歷史建築

## 教育

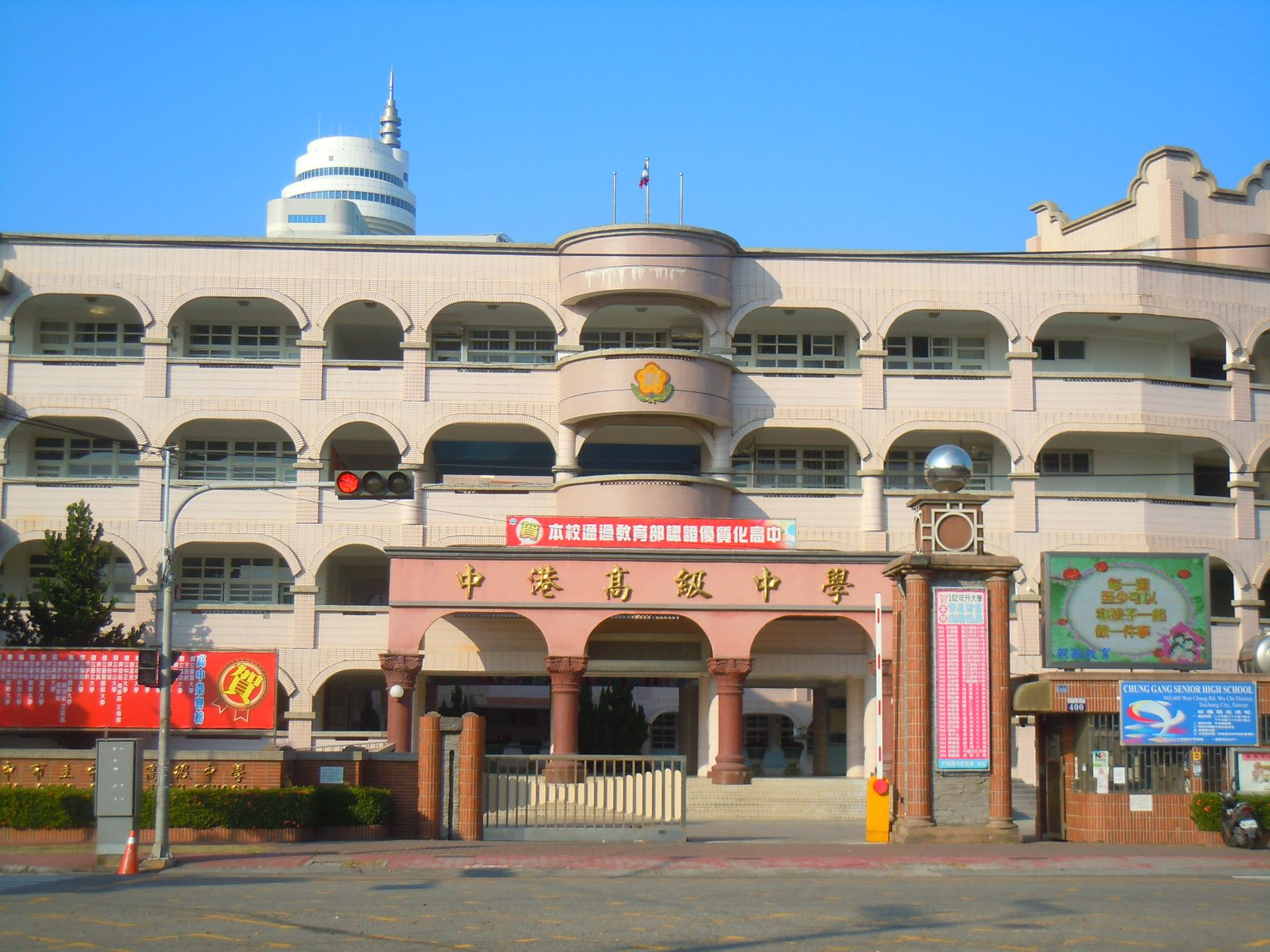
臺中市立中港高級中學舊校門口

### 高級中學
- 臺中市立中港高級中學

### 國民中學
- 臺中市立梧棲國民中學

### 國民小學
- 臺中市梧棲區梧棲國民小學
- 臺中市梧棲區大德國民小學
- 臺中市梧棲區中正國民小學
- 臺中市梧棲區中港國民小學
- 臺中市梧棲區永寧國民小學
- 臺中市梧棲區梧南國民小學[28]

### 安置型教育機構
- 臺中市立善水國民中小學

### 圖書館
- 臺中市立圖書館梧棲分館
- 臺中市立圖書館梧棲親子分館

## 醫療
- 忠港醫院
- 童綜合醫院：梧棲院區

## 交通

### 公路
- 台1線
- 台12線
- 台17線
- 西部濱海快速公路
  - 154 梧棲梧棲交流道
- 市道136號
- 中53線
- 中59線
- 中61線

### 主要道路
- 文化路二段：梧棲主要街區範圍。
- 民生街、民生西街
- 中興路
- 文昌路
- 民族路二段
- 台灣大道九段

### 次要道路
- 大仁路二段
- 港埠路
- 大智路二段
- 臨港路

### 公車客運
總計有17條市區公車路線（不含1條副線）以及1條公路客運行經梧棲區境內並設站。
台中市公車
- 下表更新時間為2020年1月6日。

| 路線號碼 | 營運區間                               | 經營業者                   | 備註                                                          |
| -------- | -------------------------------------- | -------------------------- | ------------------------------------------------------------- |
| 95       | 六福公園－外埔老人文康中心             | 中台灣客運                 |                                                               |
| 95副     | 六福公園－外埔老人文康中心－土城東路   | 中台灣客運                 | 經清水戶政事務所                                              |
| 128      | 大雅－清水                             | 台中客運                   | 經梧棲                                                        |
| 170      | 大甲體育場－梧棲                       | 豐原客運                   |                                                               |
| 183      | 豐原－臺中港郵局                       | 豐原客運                   | 經新                                                          |
| 186      | 豐原－臺中港郵局                       | 豐原客運                   | 經東山                                                        |
| 237      | 豐原－大肚車站                         | 豐原客運                   |                                                               |
| 238      | 豐原－沙鹿－臺中港郵局                 | 豐原客運                   |                                                               |
| 239      | 豐原－梧棲                             | 豐原客運                   |                                                               |
| 290      | 干城站－童綜合醫院（梧棲院區）         | 台中客運                   |                                                               |
| 306      | 清水－梧棲－臺中車站－清水             | 巨業交通                   | 為單循環路線 行駛於公車專用道                                 |
| 307      | 新民高中－梧棲觀光漁港                 | 台中客運                   | 行駛於公車專用道                                              |
| 308      | 新民高中－關連工業區                   | 統聯客運                   | 行駛於公車專用道                                              |
| 310      | 臺中車站－臺中港旅客服務中心           | 台中客運 統聯客運 巨業交通 | 行駛於公車專用道                                              |
| 616      | 臺中港郵局－國立苑裡高中               | 東南客運                   |                                                               |
| 617      | 臺中港旅客服務中心－仁友停車場         | 中鹿客運                   |                                                               |
| 677      | 沙鹿龍井環線                           | 巨業交通                   | 右環線先抵達「第一銀行（沙鹿分行）」 左環線先抵達「沙鹿市場」 |
| 678      | 台中港旅客服務中心－沙鹿西站           | 睿奕交通                   | 經中港高中、大德國小、梧棲第一市場、梧棲、清水新興重劃區      |
| 688      | 清水車站－高美濕地－臺中港旅客服務中心 | 巨業交通                   | 假日行駛                                                      |

小黃公車
臺中市小黃公車是由臺中市政府交通局推動的公車系統之一，於2017年4月1日啟用，路線皆採固定時間發車且免費搭乘，乘車需於前一天預約，預約人數較多時則安排多輛計程車以提供載客服務，當中僅無臺中市市區公車行駛、停靠之路段可隨招隨停，以擴大公共運輸服務範圍至年長者、行動不便、偏遠地區、攜帶大型行李的民眾。行經梧棲區的小黃公車路線有黃20路（鴨母寮永安宮至沙鹿光田醫院）等1條，提供永安、永寧、興農、大村、草湳、安仁、文化、中正、大庄、福德等10個里的居民搭乘。
公路客運
- 下表更新時間為2020年5月31日。

| 編號 | 業者     | 路線                              | 行駛區間                                                                             | 備註         |
| 7511 | 和欣客運 | 臺北—臺中港（臺中港旅客服務中心） | 三重、朝馬轉運站、台中榮總、弘光科技大學、靜宜大學、沙鹿站、大庄站、梧棲國小、海港大樓 | 行經國道一號 |

### 客輪航運
臺中港的定期航班有開往中國大陸廈門市的中遠之星、開往中國大陸平潭縣的海峽號以及開往澎湖縣的藍鵲輪、雲豹輪，不定期航班則有開往金門縣烏坵鄉的金門快輪。

### 未來

#### 捷運
台中捷運
- █藍線（規劃中）

### 公共自行車
臺中市公共自行車租賃系統（iBike）是臺中市政府推動的公共自行車租賃系統，2013年6月開始規劃建置，2014年7月18日開始營運，2017年5月16日使用次數突破一千萬人次，梧棲區則於2018年6月8日正式引進YouBike1.0系統，並於2021年6月30日引進YouBike2.0系統，2023年6月28日全面停止營運YouBike1.0系統，改為僅營運YouBike2.0系統。資料截至2024年12月31日，YouBike2.0系統已於梧棲區設有33個站點，並可甲地租車、乙地還車，提供民眾租借使用。

## 旅遊景點
- 原梧棲官吏派出所及宿舍群
- 新高築港出張所副所長宿舍（待修復）
- 梧棲區農會農村文物館、漁業展示館

自然景點
- 頂魚寮公園
- 蓮墅水生植物園
- 港區公園
- 臺中港大樹公

商場飯店

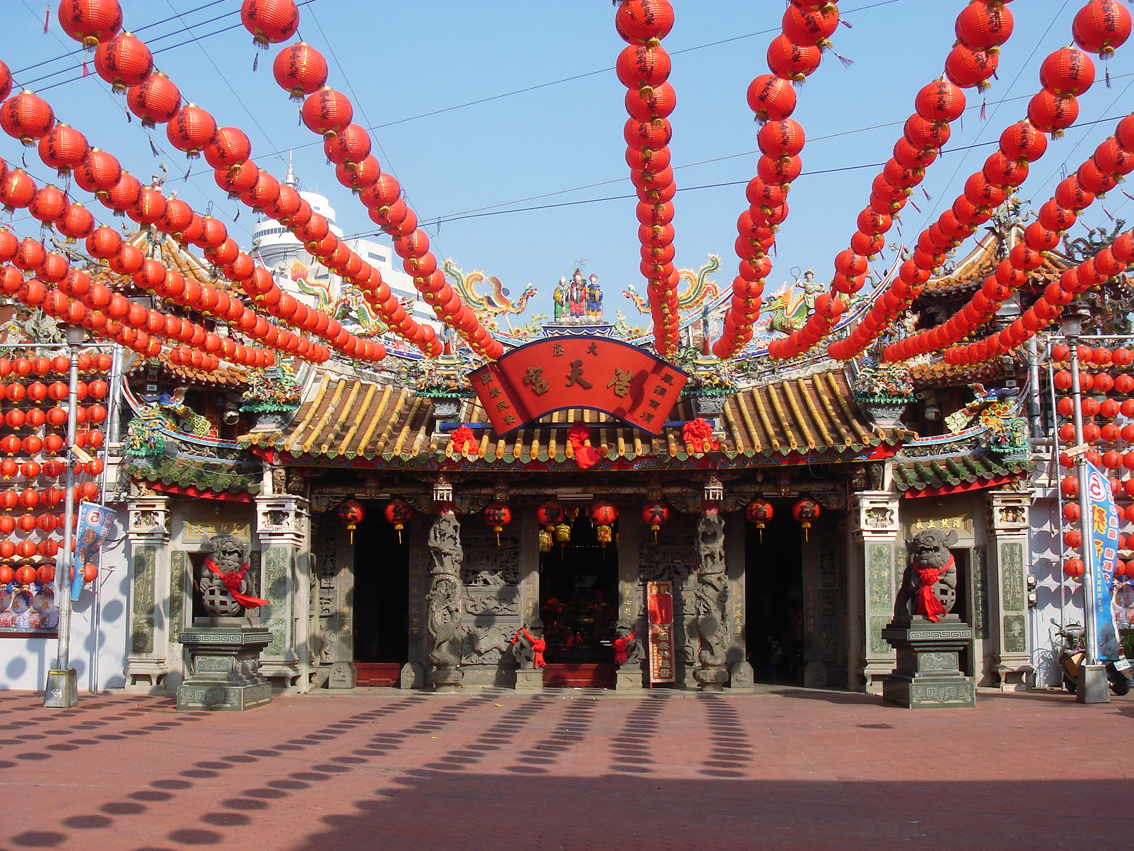
歷史建築－大庄浩天宮

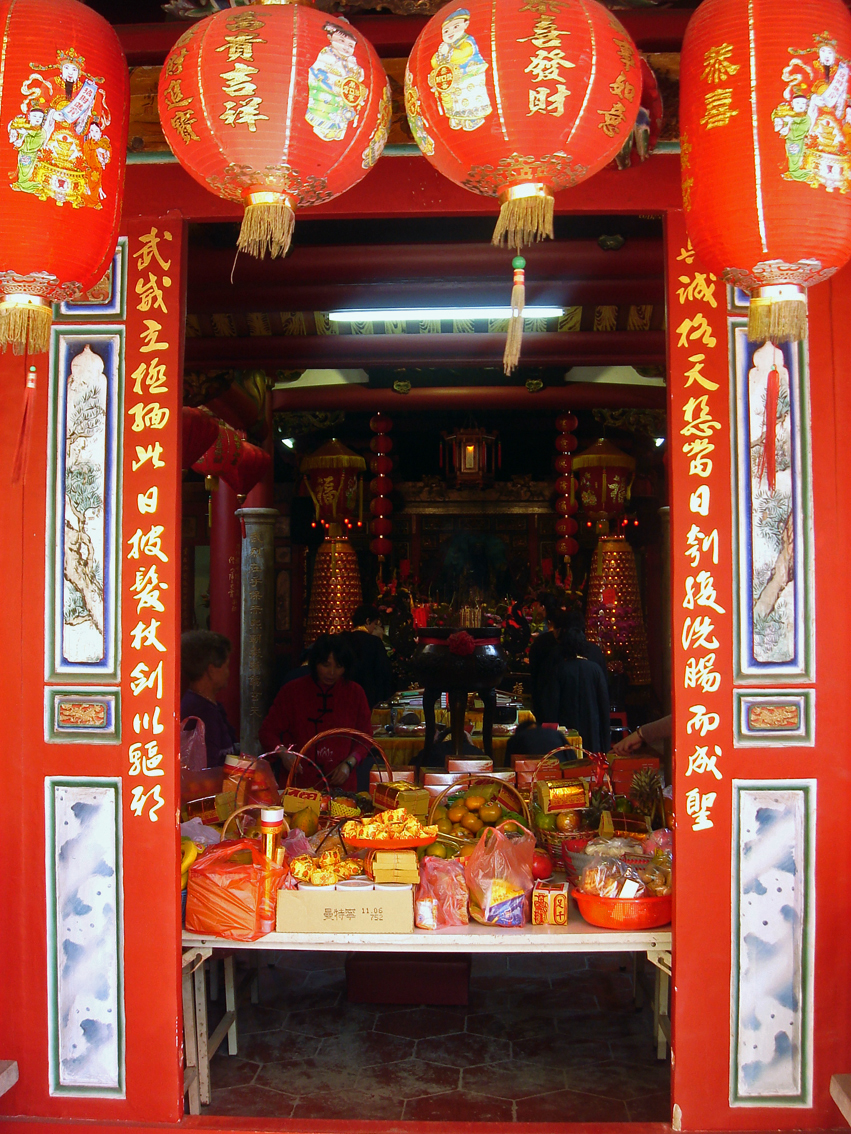
市定古蹟－梧棲真武宮

- MITSUI OUTLET PARK 台中港

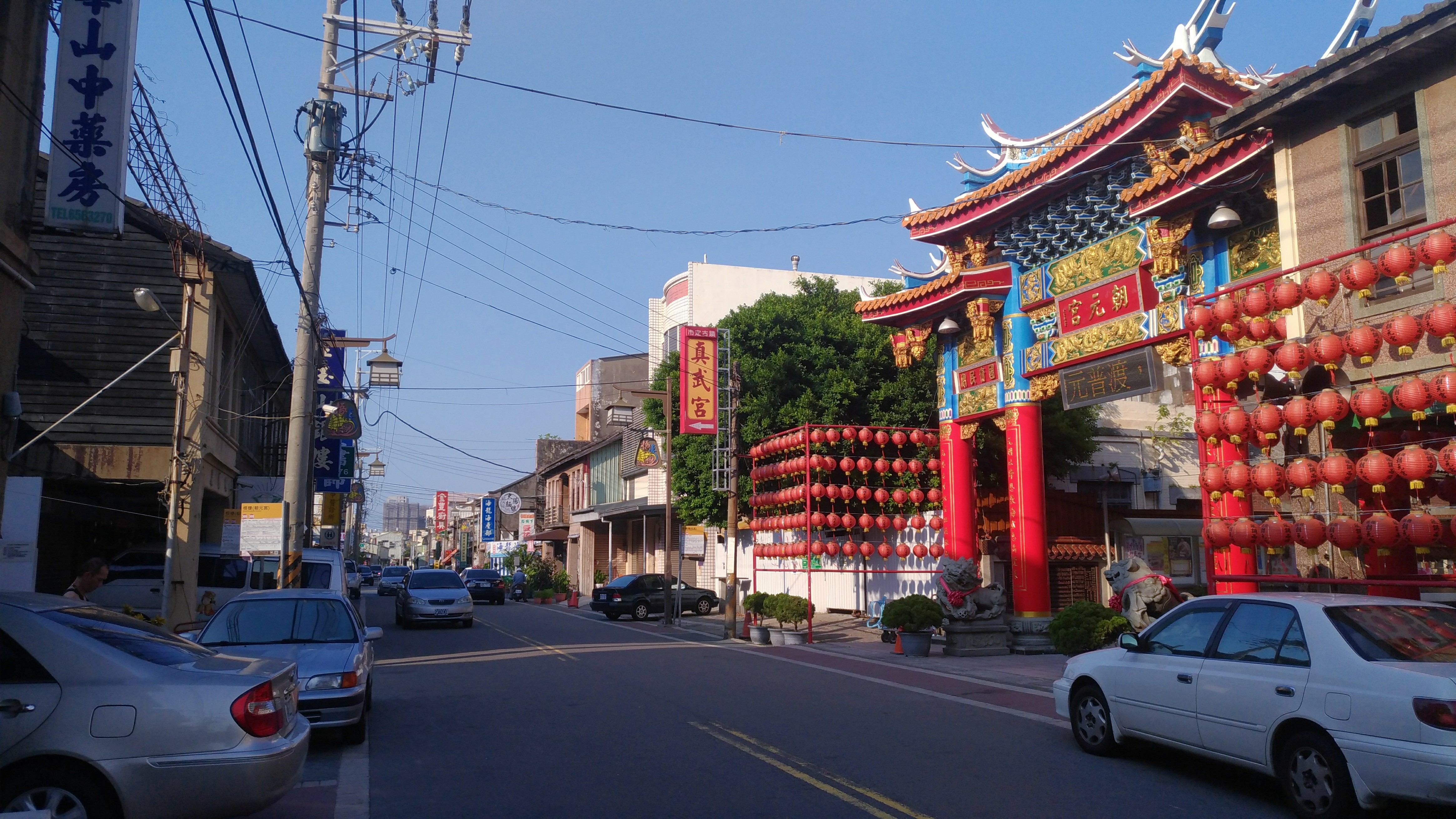
梧棲真武宮前的梧棲老街

- 新天地餐飲集團
- 震大金鬱金香酒店
- 台中港酒店

人文景點
- 梧棲夜市
- 梧棲老街

運動場所
- 梧棲運動公園
- 台中港綜合體育館
- 梧棲中正田徑場
- 台中市市立射箭場
- 台中市梧棲區游泳池

主要宗教場所
- 台灣基督長老教會台中港教會
- 基督教梧棲敬拜協會

主要宗教廟宇
- 大浩天宮(大媽)
- 梧棲朝元宮(梧棲媽)
- 梧棲真武宮(真武大帝)

次要宗教廟宇
- 鴨母寮永天宮(鴨母寮媽)
- 台中港區魯班宮
- 草湳龍安宮
- 中港慈惠堂
- 南簡朱南宮(朱府千歲)
- 梧棲順安宮(朱府大王)
- 梧棲萬興宮(蘇府王爺)
- 梧棲隨興宮(吉府千歲)
- 梧棲富美宮(蕭府王爺)
- 梧棲斗美三王府(朱池李三府千歲)
- 梧棲八角亭福德宮(福德正神)
- 梧棲順興宮(曾朱吳三府千歲)
- 梧棲慈后宮(天上聖母)

梧棲邱厝庄福德祠(福德正神)
- 臺中玄進宮梧棲金虎爺分會
- 臺中安西府梧棲金虎爺會
- 五汊港聚聖宮(紀府三千歲)

## 重大建設
梧棲三民段社會住宅：基地位於梧棲區文化路一段、建國北街及文昌路附近，近梧棲運動公園、梧棲國小、梧棲國中、梧南國小、梧棲公立幼稚園，車行交通便捷、生活機能完善。

## 外部連結
- 梧棲區公所 （页面存档备份，存于）